# Louis Marie François Devaulx
Louis Marie François Paul Devaulx du Croseau, né le 4 juillet 1751 à Grenoble (Isère), mort le 16 octobre 1830 à Brest (Finistère), est un général français de la Révolution et de l’Empire.
Il épouse le 30 janvier 1797, à Brest, Marie Charlotte Gillart, veuve Rougemont, fille de Charles Louis Gillart, Président de l'Administration municipale de Brest.

## États de service
Il entre en service en 1769,  comme élève à l’école d’artillerie à Auxonne. En 1784, il est capitaine en premier au corps royal de l’artillerie des colonies.
Le 2 juillet 1792, il est nommé chef de bataillon et directeur de l’artillerie naval à Brest, et il est nommé colonel le 23 septembre 1800. Il est fait chevalier de la Légion d’honneur 25 mars 1804 et officier du même ordre le 14 juin 1804.
Il est promu général de brigade le 3 mars 1809. Il restera chef du parc d’artillerie à Brest de 1800 à 1814.
À la restauration, le roi Louis XVIII, le fait chevalier de Saint-Louis et lieutenant-général honoraire d’artillerie.
Il meurt le 16 octobre 1830 à Brest.